# Johannes Meursius

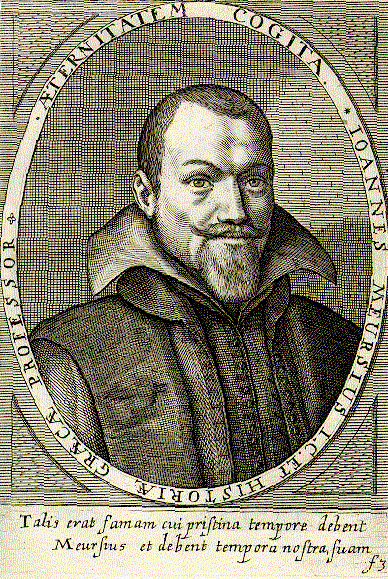
Johannes Meursius, portret uit de Bibliotheca chalcographica, deel 6, Frankfurt a.M. [1669

Johannes of Joannes Meursius (Loosduinen, 1579 – Sorø (Denemarken), 20 september 1639) was classicus en historicus. Hij was hoogleraar aan de Universiteit van Leiden en de Universiteit van Sorø.

## Levensloop
Meursius, de gelatiniseerde vorm van de naam Van Meurs, kreeg al vóór zijn zesde jaar onderwijs van zijn vader in het Latijn. Hij ging naar de Latijnse school in Den Haag en vervolgens naar die in Leiden, waar hij al op 12-jarige leeftijd een Latijnse redevoering hield. Hij werd op twaalf- of dertienjarige leeftijd ingeschreven aan de universiteit en werd op 20-jarige leeftijd de leermeester van de zonen van Johan van Oldenbarnevelt. Hij begeleidde zijn pupillen ook op buitenlandse reizen en maakte van de gelegenheid gebruik in Frankrijk vele bibliotheken te bezoeken waar hij aantekeningen maakte voor zijn latere publicaties. Hij promoveerde in 1608 in de rechten te Orléans. In 1610 werd hij hoogleraar geschiedenis in Leiden en drie jaar later werd de Griekse taal aan zijn leeropdracht toegevoegd. In 1611 werd hij tevens, samen met Dominicus Baudius, aangesteld als bezoldigd historieschrijver van de Staten-Generaal. Zijn werk beviel de contraremonstranten slecht en door de druk die zij uitoefenden werd de bezoldiging in 1620 weer ingetrokken. In 1625 werd hij op uitnodiging van Christiaan IV van Denemarken hoogleraar staatkunde en geschiedenis aan de universiteit van Sorø in Denemarken en staatsgeschiedschrijver. Daar overleed hij op zestigjarige leeftijd.

## Werken

### Filologie en oudheidkunde
Meursius was uiterst productief. Reeds op 16-jarige leeftijd maakte hij een filologisch commentaar op de Alexandra van Lycophron (Leiden 1597). Hoewel hij nog vele andere filologische werken heeft geschreven, was zijn werk als oudheidkundige (of antiquaar) het belangrijkste en omvangrijkste deel van zijn werk als hoogleraar. Hij schreef over een grote variëtiet aan onderwerpen, vooral met betrekking tot de Griekse oudheid, zoals de dans in de Oudheid, het feest van de Panathenaeën, het festival in Eleusis, de phylen van Athene, de archonten van Athene, enz.

### Geschiedschrijving
In 1611 kreeg Meursius als historieschrijver van de Staten-Generaal de opdracht een geschiedenis te schrijven van de gebeurtenissen in de jaren 1609-1611, het ontstaan en begin van het Twaalfjarig Bestand. Hij publiceerde reeds het volgende jaar zijn werk Rerum Belgicarum liber unus, in quo Induciarum historia (Eén boek over de Nederlandse geschiedenis, onder andere over de geschiedenis van het Bestand). Dit boek kreeg echter kritiek in bepaalde contraremonstrantse kringen, waarna Meursius zich verdiepte in de jaren van Alva en daarover schreef: Rerum Belgicarum libri quatuor; in quibus Ferdinandi Albani sexennium [1568-1573], belli Belgici principium (Vier boeken over de Nederlandse geschiedenis, onder andere over de zes jaren van Fernand van Alva [1568-1573], het begin van de Nederlandse oorlog); vier boeken dus, waaraan hij vreemd genoeg een bewerkte versie van zijn eerdere boek als vijfde had toegevoegd. Dit werk bewerkte hij later tot Gulielmus Auriacus, sive, De rebus toto Belgio tam ab eo, quam eius tempore gestis (Willem van Oranje, of over de krijgsdaden in heel Nederland zowel door hem als in zijn tijd verricht, Leiden 1621, herdr.: Leiden 1622, Amsterdam 1638). Het was een soort biografie van Willem van Oranje, die liep tot 1576.
Als hoogleraar aan de Leidse universiteit maakte Meursius een boek met portretten van alle hoogleraren, voorzien van een korte beschrijving. Een eerste versie, waar hij niet zo veel mee van doen had, verscheen in 1613: Illustris Academia Lugd-Batava (De illustere Leidse universiteit), maar bekend werd vooral zijn tweedelige Athenae Batavae (Bataafs Athene) uit 1625. Hierin nam hij ook een lovende beschrijving van zichzelf op in de hij-vorm!
Als contemporain geschiedschrijver wijdde hij zich ook aan de Deense geschiedenis. In 1631 publiceerde hij bij Joachim Moltke in Kopenhagen een eerste specimen: Historiae Danicae libri tres (Deense geschiedenis in drie boeken) over de jaren 1448-1523. Zijn volledige Historia Danica (Deense geschiedenis) verscheen in 1638 bij uitgeverij Blaeu in Amsterdam (door de bemiddeling van Gerardus Vossius). Dit werk bestreek de Deense geschiedenis vanaf de eerste koning, Danus, tot 1523. Een beschrijving van de jaren 1523-1550 bleef in manuscript en verscheen in de uitgave van Meursius' verzameld werk van 1746.
Tegelijk met Meursius was ook Johannes Pontanus in dienst om de Deense geschiedenis vast te leggen, wat tot een zekere rivaliteit tussen de twee leidde. In 1631 publiceerde Pontanus zijn Rerum Danicarum Historia (Geschiedenis van Denemarken). Terwijl Meursius meer een traditioneel, stilistisch sterk geschiedwerk schreef, is het werk van Pontanus eerder antiquarisch van aard: het is wijdlopiger en bevat veel bronnen zoals citaten, inscripties en documenten.

### Latijnse poëzie
In 1602 publiceerde Meursius op 23-jarige leeftijd een bundel Poemata, die onder andere jamben, elegieën en epigrammen bevatten, maar ook een boek 'Heroïdes', zes heldinnenbrieven in de trant van Ovidius.

## Waardering
Meursius had de reputatie nogal arrogant te zijn, wat de waardering voor zijn werk in de weg heeft gestaan. Josephus Justus Scaliger noemde hem in een bekende uitspraak uit 1605 een domkop ('ignorant'). Vooral Meursius’ antiquarische werk echter was van grote waarde en werd later heruitgegeven. Veel van zijn antiquarische verhandelingen werden opgenomen in de Thesaurus antiquitatum Graecarum (1697-1702) van Jacobus Gronovius. In 1724 verscheen in Leiden een uitgave in drie delen van een deel van zijn werken: Joannis Meursii Opera selecta, quae ad antiquitatem & historiam graecam spectant. In 1741-1763 bracht Giovanni Lami zijn verzameld werk uit in 12 delen: Ioan. Meursi opera omnia in plures tomos distributa (Florence).

## Trivia
De naam van Meursius is ook verbonden aan het erotische boek Satyra Sotadica de arcanis Amoris et Veneris (Sotadische satire over de lotgevallen van Amor en Venus). De schrijver, de Fransman Nicolas Chorier, had het doen voorkomen of het oorspronkelijk in het Spaans was geschreven door Luisa Sigea en door Meursius in het Latijn vertaald.
Ook is Meursius in verband gebracht met Joost van den Vondel, hij levert het bronmateriaal voor Vondels' Palamedes.